# 交響曲第15番 (ハイドン)
交響曲第15番 ニ長調 Hob. I:15 は、フランツ・ヨーゼフ・ハイドンが作曲した交響曲。

## 概要
ゲットヴァイク修道院の目録に1764年の日付があり、それ以前の作品であるが、正確な作曲年代は明らかでない。
第1楽章が非常に変わった形式をしており、中心になる快速な部分の前後がアダージョによる緩徐な部分ではさまれている。このような楽章構成はハイドンのほかの作品には見られない。かつて「フランス序曲」と呼ばれたこともあったが、実際にはフランス序曲でも、序奏つきのアレグロ楽章でもない。これに対して第2楽章以下は普通の曲になっている。

## 編成
オーボエ2、ホルン2、第1ヴァイオリン、第2ヴァイオリン、ヴィオラ、低音（チェロ、ファゴット、コントラバス）。

## 曲の構成
メヌエットが第2楽章に来る4楽章構成を採る。この構成は主に初期の交響曲にいくつか見える（第32番、第37番、交響曲『B』（第108番）。初期以外では第44番『悲しみ』と第68番）。演奏時間は約22分。
- 第1楽章 アダージョ - プレスト - アダージョ
イ長調、4分の3拍子 - 4分の4拍子、ソナタ形式。
アダージョの部分は弦楽器とホルンによって演奏される（オーボエは休み）。ピッツィカートの伴奏に乗って、第1ヴァイオリンがのどかな旋律を演奏し、ときどきホルンの合いの手が加わる、ディヴェルティメント風の音楽になっている。短調に転じた後、ユニゾンによるイ音の繰り返し（ニ長調の属音）によって次のプレストへと進む。

プレストの部分はおおむねソナタ形式だが、通常と異なって繰り返しがなく、提示部がはっきり終止しないため、どこから展開部がはじまるのかはっきりしない[2]。提示部は3小節にわたるヴァイオリンのトレモロから始まる第1主題にはじまり、イ長調に転じた後にヴァイオリンが  で8分音符による第2主題を演奏する。展開部はやはりトレモロで開始し、短調へと進む。再現部はトレモロを省略して始まる。再現部の後にトレモロが再び現れ、属和音で終わる。それからふたたび最初のアダージョが少し省略した形で繰り返される。

- 第2楽章 メヌエット - トリオ
ニ長調 - ト長調、4分の3拍子。
メヌエット主部は付点つきリズムを持ったはずんだ音楽である。
トリオは弦楽器のみで演奏されるが、低音から独立したチェロの独奏パートがあるために楽譜は5段になっている。独奏チェロと、やはり独奏と指定されたヴィオラがひとまとまりになり、第1・第2ヴァイオリンと対話する。メヌエット主部とは対照的に8分音符によるなだらかな音楽である。

- 第3楽章 アンダンテ
ト長調、4分の2拍子、ソナタ形式。
この時期のハイドンの緩徐楽章の多くに見られるように、弦楽器のみで演奏される。突然現れる  やシンコペーションがよいアクセントになっている。

- 第4楽章 フィナーレ：プレスト
ニ長調、8分の3拍子、三部形式
両端部分はニ長調。中間部分はニ短調で、弦楽器のみで演奏される。最後に10小節ほどのコーダがある。